# パスカル・ケプケ
パスカル・ケプケ（Pascal Köpke, 1995年9月3日 - ）は、ドイツのサッカー選手。ポジションはFW。MSVデュースブルク所属。
元ドイツ代表サッカー選手のアンドレアス・ケプケの息子。

## 経歴
1.FCニュルンベルクの下部組織で育成されたが、トップチームには昇格できず3.リーガのSpVggウンターハヒンクとプロ契約を結んだ。2013年11月のVfBシュトゥットガルトII戦でプロデビュー。さらにプロ初ゴールも決めた。
2015年6月、2.リーガのカールスルーエSCに移籍、2018年6月30日までの契約を結んだ。
2016年1月、レンタルで3.リーガのFCエルツゲビルゲ・アウエに加入。加入後14試合で10ゴールを決め、チームの2部昇格に貢献した。2016年5月末、エルツゲビルゲ・アウエに完全移籍し2020年6月30日までの契約を結んだ。
2018年6月、ハノーファー96も興味を示す中、2020年までの4年契約でヘルタ・ベルリンに移籍することが発表された。
2020年8月29日、1.FCニュルンベルクに移籍した。
2023年、MSVデュースブルクに移籍した。